# Sarnia
Sarnia è una città situata nell'Ontario, Canada ed è considerata parte dell'area metropolitana Detroit-Windsor. È la più grande città che si affaccia sul lago Huron ed è situata dove i Grandi Laghi si riversano nel fiume Saint Clair. Dal 1997, l'aeroporto della città è dedicato a Chris Hadfield, ex astronauta dell'Agenzia spaziale canadese, che nacque qui nel 1959.